# Парламентские выборы в Польше (1997)
Парламентские выборы в Польше состоялись 21 сентября 1997 года. На них были избраны 560 членов Национального собрания Республики Польша: 460 депутатов Сейма III созыва и 100 членов Сената IV созыва.
Победу на выборах одержали победу правоцентристские партии «Избирательная Акция Солидарность и «Союз свободы», сформировавших совместное коалиционное правительство во главе с Ежи Бузеком.

## Обстановка перед выборами и предвыборная кампания
Предвыборная кампания была сосредоточена вокруг двух конкурирующих лагерей: правоцентристской AWS и левоцентристской SLD. Обоим коалициям результаты общественных опросов давали от 25 до 30%. 
Предвыборная кампания Союза демократических левых сил (SLD) сосредоточилась на собственных достижениях за последние 4 года правления и сравнении их с кризисом начала 1990-х годов, когда у власти находились правые партии-предшественники AWS.
«Избирательная Акция Солидарность» (AWS) состояла из враждующих между собой правоцентристских и правых партий. Помимо AWS, единственной партией, имевшей реальный шанс пройти в новый созыв парламента было Движение польской реконструкции (ROP), AWS и ROP достигли соглашения о выдвижении общих кандидатов в Сенат в нескольких округах. AWS проводила кампанию под лозунгом «Навсегда Польша, свобода, семья», рассчитанный на избирателей старшего возраста, а поддержка молодых избирателей была привлечена благодаря телевизионным программам, объявляющих об ускорении реформ. Кампания AWS была сосредоточена на нападках на SLD за отказ от фундаментальных реформ (промышленность, здравоохранение), проводимых левым правительством в последние несколько лет, увеличение внешнеторгового дефицита и отсутствие общих избирательных прав. AWS предложила реформы здравоохранения, социального обеспечения, образования и государственного управления.
Избирательная кампания Союза свободы, образовавшегося в результате слияния Либерально-демократического конгресса и Демократической унии в 1994 году, была сосредоточена на её лидере Лешеке Бальцеровиче. Он регулярно появлялся в телевизионных роликах, листовках и билбордах. Главным лозунгом кампании было «Влево? Вправо? Всегда идите вперед!» Главным пунктом программы Союза свободы был так называемый План Бальцеровича. План предполагал интенсивный экономический рост, снижение налогов, снижение инфляции и уровня безработицы. 
Избирательная кампания Польской народной парти проходила под лозунгом «Нас объединяет Польша» и подразумевала перекладывание ответственности за все неудачи на предыдущее правительство и бывшего союзника – SLD. Еще в августе группа депутатов Сейма от Польской народной партии внесла вотум недоверия правительству Влодзимежа Цимошевича.
Избирательная кампания Движения реконструкции Польши проводилась под лозунгом «Ты не будешь один. Вместе мы восстановим Польшу». Кампания проводилась на дискредитации AWS. Кампании серьезно помешал конфликт серди руководства партии.

## Результаты

### Сейм
|                             |                                                  |            |        |               |                |  |  |
| Избирательный комитет       | Избирательный комитет                            | Голосов    | %      | Мест получено | +/–            |  |  |
|                             | Избирательная Акция Солидарность                 | 4 427 373  | 33,83  | 201           | новая коалиция |  |  |
|                             | Союз демократических левых сил                   | 3 551 224  | 27,13  | 164           | ▼ 7            |  |  |
|                             | Союз свободы                                     | 1 749 518  | 13,37  | 60            | новая партия   |  |  |
|                             | Польская народная партия                         | 956 184    | 7,31   | 27            | ▼ 105          |  |  |
|                             | Движение польской реконструкции                  | 727 072    | 5,56   | 6             | новая партия   |  |  |
|                             | Уния труда                                       | 620 611    | 4,74   | 0             | ▼ 41           |  |  |
|                             | Национальная партия пенсионеров                  | 284 826    | 2,18   | 0             | новая партия   |  |  |
|                             | Уния реальной политики                           | 266 317    | 2,03   | 0             | ▬              |  |  |
|                             | Национальный альянс пенсионеров                  | 212 826    | 1,63   | 0             | новая партия   |  |  |
|                             | Блок для Польши                                  | 178 395    | 1,36   | 0             | новая партия   |  |  |
|                             | Избирательный комитет немецкого меньшинства      | 51 027     | 0,39   | 2             | ▼ 2            |  |  |
|                             | Немцы Катовицкого воеводства                     | 16 724     | 0,13   | 0             | —              |  |  |
|                             | Ассоциация славянского национального меньшинства | 13 632     | 0,10   | 0             | новая партия   |  |  |
|                             | Союз Самообороны                                 | 10 073     | 0,08   | 0             | ▬              |  |  |
|                             | Прочие партии                                    | 22 429     | 0,18   | 0             | —              |  |  |
| Всего                       | Всего                                            | 13 088 231 | 100,00 | 460           |                |  |  |
|                             |                                                  |            |        |               |                |  |  |
| Действительных бюллетеней   | Действительных бюллетеней                        | 13 088 231 | 96,12  |               |                |  |  |
| Недействительных бюллетеней | Недействительных бюллетеней                      | 528 147    | 3,88   |               |                |  |  |
| Всего бюллетеней            | Всего бюллетеней                                 | 13 616 378 | 100,00 |               |                |  |  |
| Явка избирателей            | Явка избирателей                                 | 28 409 054 | 47,93  |               |                |  |  |
| Источник: Nohlen & Stöver   |                                                  |            |        |               |                |  |  |

### Сенат
|                             |                                  |            |        |               |                |  |  |
| Избирательный комитет       | Избирательный комитет            | Голосов    | %      | Мест получено | +/–            |  |  |
|                             | Избирательная Акция Солидарность | 6 550 176  | 25,25  | 51            | новая коалиция |  |  |
|                             | Союз демократических левых сил   | 6 091 721  | 23,48  | 28            | ▼ 9            |  |  |
|                             | Союз свободы                     | 2 943 527  | 11,35  | 60            | новая партия   |  |  |
|                             | Польская народная партия         | 1 819 176  | 7,01   | 3             | ▼ 33           |  |  |
|                             | Движение польской реконструкции  | 2 553 252  | 9,84   | 5             | новая партия   |  |  |
|                             | Национальная партия пенсионеров  | 1 112 129  | 4,29   | 0             | новая партия   |  |  |
|                             | Уния реальной политики           | 550 254    | 2,12   | 0             | ▬              |  |  |
|                             | Уния труда                       | 520 130    | 2,00   | 0             | ▬              |  |  |
|                             | Независимые кандидаты            | 3 804 084  | 14,66  | 5             | ▼ 5            |  |  |
| Всего                       | Всего                            | 25 944 449 | 100,00 | 460           |                |  |  |
|                             |                                  |            |        |               |                |  |  |
| Действительных бюллетеней   | Действительных бюллетеней        | 25 944 449 | 98,02  |               |                |  |  |
| Недействительных бюллетеней | Недействительных бюллетеней      | 269 149    | 1,98   |               |                |  |  |
| Всего бюллетеней            | Всего бюллетеней                 | 26 213 598 | 100,00 |               |                |  |  |
| Явка избирателей            | Явка избирателей                 | 28 409 054 | 47,83  |               |                |  |  |
| Источник: Nohlen & Stöver   |                                  |            |        |               |                |  |  |